# Alcolea de las Peñas
Alcolea de las Peñas è un comune spagnolo di 13 abitanti situato nella comunità autonoma di Castiglia-La Mancia.